# Штурм Наталія Юріївна
Наталія Юріївна Штурм (нар.. 28 червня 1966, Москва) — російська співачка, письменниця  і фотомодель; найбільш відома як виконавиця пісні «Школьный роман».

## Життєпис
Народилася 28 червня 1966 року. Її мати — Олена Костянтинівна Штурм — редактор за освітою, бабуся — Серафима Павлівна, дідусь — Костянтин Миколайович — виходець із старовинного дворянського роду Старицьких, похований на Новодівичому кладовищі — був лірико-драматичним тенором у театрі Станіславського і Немировича-Данченка, а також працював у ансамблі Леоніда Утьосова.
Займатися музикою почала з 6 років у музичній школі імені Дунаєвського по класу фортепіано. Після закінчення школи № 232 з літературно-театральним ухилом вступила до музичного училища імені Жовтневої революції.
У 1982 році закінчила літературно-театральну школу і вступила на підготовче відділення Московської державної консерваторії імені П. І. Чайковського по класу вокалу у клас Зураба Соткілава. У 1984 році починає навчання в музичному училищі імені Жовтневої Революції (педагог С. В. Кайтанджян) і закінчує його в 1989 році.
У 1987 році стає членом трупи Камерного єврейського музичного театру, паралельно виступаючи в спектаклі «Тригрошова опера» театру-студії «Третій напрям»).
У 1989 році вступає до Державного народного ансамблю під керуванням Володимира Назарова. У 1990 році закінчила Московський державний інститут культури (відділення бібліографознавства літератури і мистецтва).
У 1991 році на Всеросійському конкурсі «Шоу-Королева» завоювала перше місце і приз глядацьких симпатій. Це був її перший сольний виступ. Після цього деякий час була солісткою ансамблю єврейської музики «Міцва» під керуванням Віктора Лензона.
У вересні 1993 року в результаті знайомства з Олександром Новіковим починається їх творча співпраця. Він створює матеріал для двох її альбомів і продюсує їх.
У травні 1997 року запрошують в телесеріал «Золотий палац», але він на екрани не вийшов. Одночасно з цим вона сама займається продюсуванням свого нового альбому «Уличный художник».
У 2002 році випускає четвертий альбом «Зеркало любви» й однойменний кліп за участю Андрія Соколова. Але успіху альбом так і не досяг. П'ятий альбом «Романтик style», записаний на початку 2012 року, так і не вийшов. .

## Дискографія

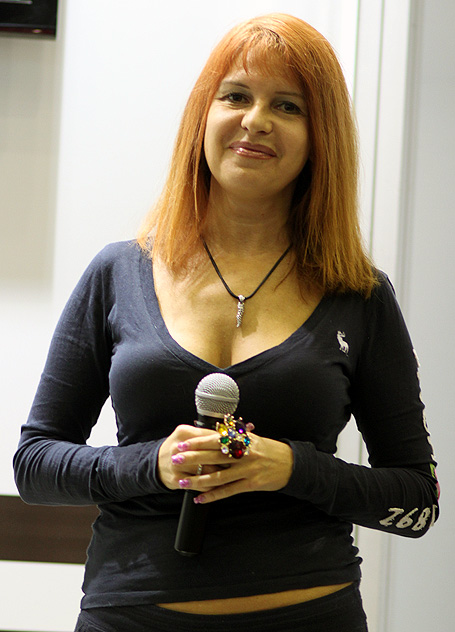
2011

1. 1994 — «Я не надувная»
2. 1995 — «Школьный роман»
3. 1998 — «Уличний художник»
4. 2002 — «Зеркало любви»
5. 2012 — «Романтик style» (не видано)

## Найбільш відомі пісні
1. «Школьный роман»
2. «Уличный художник»
3. «Комсомольск-на-Амуре»
4. «Твой самолёт»

## Письменниця
Наталія Штурм пише детективи та жіночі романи.
1. 2006 — роман «Кохання кольору крові» (перевидавався як «Уж замуж невтерпеж»)[3] .
2. 2010 — роман «Здохни, тварюка, або Любов кольору самотності».
3. 2011 — роман «Школа суворого режиму, або Любов кольору юності».
4. 2012 — трилер «Сонце в дужках».
5. 2013 — роман «Всі відтінки болю».

## Родина
- Перший чоловік — Сергій Вікторович Дєєв — навчався разом з Наталею в музичному училищі і працював у Московському театрі оперети.[1]
  - Дочка — Олена (нар.. 23 грудня 1989)[1]

- Другий чоловік - Ігор Павлов, бізнесмен
  - Син — Арсеній (нар.. 10 січня 2004 року)[1]

## Фільмографія
1. Ф1983 — Ніжний вік
2. 1997 — Золотий палац (фільм на екрани не вийшов)
3. 2000 — Сищики
4. 2008 — Закон і порядок: Відділ оперативних розслідувань
5. 2008 — 220 вольт кохання

## Телебачення
- 2018 — «Зірки зійшлися». Випуск сорок сьомий[6]
- 2018 — Насправді — 52, йому 20: викриття коханого зірки 90-х. Випуск від 03.10.2018[7]
- 2016 — На 10 років молодша — 18.06.2016[8]
- 2017 — Прямий ефір — 10.02.2017[9]
- 2017 — Насправді — Співачка Наталя Штурм відбирає нареченого у молодої суперниці.[10]
- 2017 — Звана вечеря[11]
- 2017 — Прямий ефір — 24.11.2017[12]
- 2016 — Дзеркало для героя[13]